# Ápio Cláudio Pulcro (cônsul em 185 a.C.)
Ápio Cláudio Pulcro (em latim: Appius Claudius Pulcher) foi um político da gente Cláudia da República Romana eleito cônsul em 185 a.C. com Marco Semprônio Tuditano. Era filho de Ápio Cláudio Pulcro, cônsul em 212 e 197 a.C., e irmão de Públio Cláudio Pulcro, cônsul no ano seguinte, e de Caio Cláudio Pulcro, cônsul em 177 a.C..

## Primeiros anos
Serviu por três anos como tribuno militar sob o comando de Tito Quíncio Flaminino na Segunda Guerra Macedônica contra Filipe V. Lutou também, em 191 a.C., sob o comando de Marco Bébio Tanfilo, na Guerra romano-síria contra Antíoco III, o Grande e, depois, sob o comando do cônsul Mânio Acílio Glabrião contra a Liga Etólia.
Em 187 a.C., foi pretor em Taranto.

## Consulado (185 a.C.)
Foi eleito cônsul em 185 a.C. com Marco Semprônio Tuditano. Seu mandato foi marcado pela guerra na Ligúria, para onde foram novamente enviados os dois cônsules. Tuditano derrotou os apuanos e Cláudio conseguiu conquistar os ingaunos. Graças ao sucesso militar obtido e graças à violenta interferência durante as eleições, apoiou e conseguiu eleger seu irmão, Públio Cláudio Pulcro, cônsul para o ano seguinte.

## Anos finais
Em 184 a.C., enquanto estava se preparando para uma nova guerra contra Filipe V, foi enviado à frente de uma embaixada à Grécia, com o duplo objetivo de observar os movimentos do inimigo e convencer as cidades aliadas dele na Macedônia a se revoltarem e buscarem a ajuda de Roma.
Em 176 a.C., fez parte de uma nova embaixada, desta vez aos Etólios, que tinha como objetivo acabar com uma disputa interna para que pudessem se opor à ameaça representada por Perseu, o novo rei da Macedônia.